# Rourea suerrensis
Rourea suerrensis là một loài thực vật có hoa trong họ Connaraceae. Loài này được Donn. Sm. miêu tả khoa học đầu tiên năm 1897.